# Salles-sur-l’Hers
Salles-sur-l’Hers ist eine südfranzösische Gemeinde mit 752 Einwohnern (Stand 1. Januar 2022) im Département Aude in der Region Okzitanien.

## Lage
Salles-sur-l’Hers liegt am Fluss Hers im Herzen des Lauragais in einer Höhe von etwa 220 Metern ü. d. M. und etwa 58 Kilometer (Fahrtstrecke) nordwestlich von Carcassonne bzw. etwa 18 Kilometer südwestlich von Castelnaudary.

## Bevölkerungsentwicklung
| Jahr      | 1962 | 1968 | 1975 | 1982 | 1990 | 1999 | 2006 | 2016 |
| Einwohner | 578  | 538  | 528  | 528  | 476  | 540  | 570  | 699  |

Im 19. Jahrhundert hatte der Ort stets zwischen 900 und 1200 Einwohner. Die Mechanisierung der Landwirtschaft führte seitdem zu einem deutlichen Rückgang der Einwohnerzahl.

## Wirtschaft
Die Umgebung des Ortes ist immer noch geprägt von der Landwirtschaft, die sich im ausgehenden Mittelalter und der frühen Neuzeit hauptsächlich auf den Anbau von Färberwaid (pastel) konzentrierte. Der Import von Indigo führte ab dem 18. Jahrhundert zu einem allmählichen wirtschaftlichen Niedergang; die Bauern mussten wieder zur ‚normalen‘ Landwirtschaft zurückkehren. Im ausgehenden 20. Jahrhundert ist der Tourismus in Form der Vermietung von Ferienwohnungen (gîtes) als Wirtschaftsfaktor hinzugekommen.

## Geschichte
Zur Geschichte des Ortes liegen derzeit keine Informationen vor.

## Sehenswürdigkeiten
- Die kleine mittelalterliche Pfarrkirche von Salles wurde nach Zerstörungen während der religiös motivierten Auseinandersetzungen zwischen Katholiken und Protestanten  (Hugenottenkriege) im 17. Jahrhundert wieder aufgebaut. Markantester Bauteil der einschiffigen Kirche ist der von seitlichen Türmchen begleitete Glockengiebel oberhalb der ansonsten völlig schmucklosen Westfassade. Sein dreieckiger Aufbau bietet Platz für sechs freischwingende Glocken; er wurde bereits im Jahr 1926 als Monument historique[1] anerkannt. Die Kirche des Nachbarorts Payra-sur-l’Hers zeigt eine verkleinerte Ausgabe.
- Von der in den Religionskriegen zerstörten Burg des 15. und 16. Jahrhunderts steht noch ein Wehrturm (donjon), der seit 1948 ebenfalls als Monument historique[2] anerkannt ist.